# Григорьева, Оксана Петровна
Окса́на Петро́вна Григо́рьева (урождённая Оксана Петровна Чернуха; род. 23 февраля[уточнить] 1970, Саранск) — российско-американская пианистка, певица и автор песен.

## Биография
Оксана Григорьева родилась в 1970 году в Саранске, Мордовская АССР. Её родители были профессорами музыки. У неё есть младшая сестра Наталья. Оксана начала учиться игре на фортепиано в возрасте трёх лет под руководством матери. Затем училась в местной музыкальной школе и год проучилась в Казанской консерватории.
В 1990 году в возрасте 20 лет Григорьева переехала в Лондон, где продолжила обучение в Королевском колледже музыки, а также сама преподавала музыку. Во время работы моделью её заметил фотограф Патрик Ансен, двоюродный брат королевы Елизаветы и официальный фотограф королевской семьи. После этого её фотографии стали появляться во многих журналах мод. Сначала она работала под фамилией Чернуха, но позже сменила её на фамилию матери — Григорьева.
Затем Оксана Григорьева переехала в США, где жила в Нью-Йорке и Лос-Анджелесе. Здесь она преподавала музыку и запатентовала методику преподавания музыкальной нотации детям.
Музыкальная карьера
Как композитор, Оксана Григорьева привлекла к себе внимание в 2006 году, написав песню Un Dia Llegara, которая вошла в альбом Джоша Гробана Awake.
В 2009 году Григорьева выпустила, в сотрудничестве с Чарли Миднайтом, альбом Beautiful Heartache, исполнительным продюсером которого был Мел Гибсон. В альбом вошли 11 треков, в том числе русская песня «Очи чёрные». Григорьева весь альбом написала сама, за исключением песни Say My Name, которая была написана в соавторстве с Гибсоном.
Песня Say My Name вошла в саундтрек к фильму 2010 года «Возмездие». Песня Angel была посвящена её с Тимоти Далтоном сыну Александру, который родился в 1997 году. ABC News сообщило, что песня Beautiful Heartache получила «восторженные отзывы» музыкальных критиков.

### Личная жизнь
В 1989 году Оксана Григорьева вышла замуж за юриста Игоря Баранова, однако брак распался через три месяца.
В 1992 году она вышла замуж за британского художника Николаса Роулэнда (англ. Nicholas Rowland), который был старше её на 19 лет. В 1994 году их брак был расторгнут, но он позволил Григорьевой остаться в Великобритании.
В 1995 году, работая переводчиком Никиты Михалкова на кинофестивале в Лондоне, Оксана Григорьева познакомилась с Тимоти Далтоном. Через некоторое время они стали жить вместе, 7 августа 1997 года у них родился сын Александр. Причиной их расставания, по слухам, стал её роман со шведским бизнесменом Петером Бломквистом.

В конце 2000-х годов у Григорьевой сложились романтические отношения с актёром Мелом Гибсоном, 30 октября 2009 года у них родилась дочь Люсия. В апреле 2010 года пара рассталась.
В июне 2010 года Григорьева заявила на Гибсона в полицию, указав, что подверглась физическому насилию.
В июле 2010 года Гибсон стал подозреваемым в насилии в семье и против него было начато расследование.
Судебным решением Гибсону запретили приближаться к Григорьевой и их дочери. 

В марте 2011 года, после мирового соглашения с прокурором, суд приговорил Гибсона к трём годам условно и штрафу в 400 долларов.
Осенью 2011 года она потребовала от Мела Гибсона ещё $500 тыс., вдобавок к уже выплаченной сумме, в виде компенсации за моральные страдания ребёнка, за отзыв своего иска.
Оксана Григорьева участвовала в благотворительной деятельности, поддерживая Чернобыльский фонд помощи детям.

## Дискография
- Un Dia Llegara, из альбома Джоша Гробана Awake (2006)
- Beautiful Heartache (2009)